# Kretzschau
Kretzschau est une commune allemande de l'arrondissement du Burgenland, Land de Saxe-Anhalt.

## Géographie
La commune comprend les quartiers de Döschwitz, Gladitz, Grana, Hollsteitz, Kirchsteitz, Kleinosida, Mannsdorf, Näthern et Salsitz.
|          | Teuchern    |           |
| Meineweh | Kretzschau  | Zeitz     |
| Droyßig  | Wetterzeube | Gutenborn |

Grana se trouve au croisement de la Bundesstraße 2 et de la Bundesstraße 180.

## Histoire
Kretzschau est mentionné pour la première fois en 1004, quand l'évêque de Zeitz Hildeward doit rendre Mersebourg selon la volonté du roi Henri II le village à l'évêque Wigbert de Mersebourg. En compensation, il reçoit les villages de Croziwa (Kretzschau), Gribna et Grodischau.
La commune actuelle est issue de la fusion de Grana et Döschwitz en janvier 2010.

## Personnalités liées à la commune
- Christian Schumann (1681–1744), poète religieux protestant
- Johann Friedrich Winckler (1856-1943), homme politique mort à Salsitz.